# 57. Międzynarodowy Festiwal Filmowy w Wenecji
57. Międzynarodowy Festiwal Filmowy w Wenecji odbył się w dniach 30 sierpnia − 9 września 2000 roku. Imprezę otworzył pokaz amerykańskiego filmu Kosmiczni kowboje w reżyserii Clinta Eastwooda. W konkursie głównym zaprezentowano 20 filmów pochodzących z 13 różnych krajów.
Jury pod przewodnictwem czeskiego reżysera Miloša Formana przyznało nagrodę główną festiwalu, Złotego Lwa, irańskiemu filmowi Krąg w reżyserii Dżafara Panahiego. Drugą nagrodę w konkursie głównym, Grand Prix Jury, przyznano amerykańskiemu filmowi Zanim zapadnie noc w reżyserii Juliana Schnabla.
Honorowego Złotego Lwa za całokształt twórczości odebrał amerykański aktor i reżyser Clint Eastwood.

## Członkowie jury

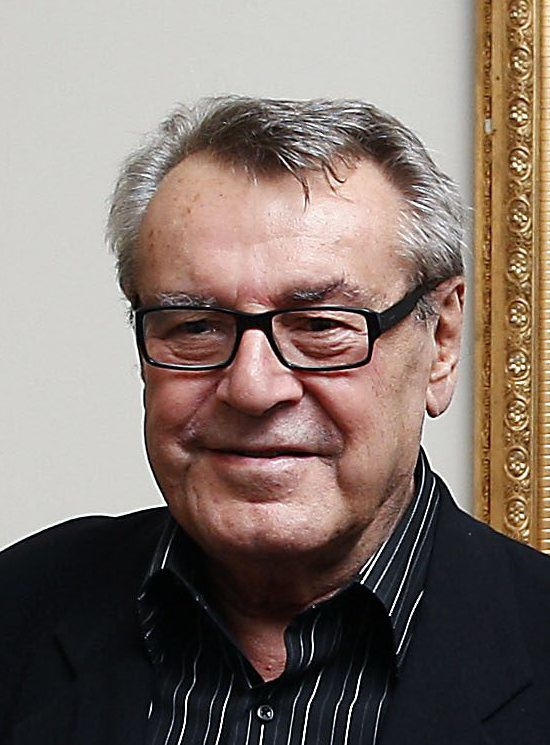
Przewodniczący jury konkursu głównego Miloš Forman.

### Konkurs główny
- Miloš Forman, czeski reżyser − przewodniczący jury[7][8]
- Tahar Ben Jelloun, marokański pisarz
- Giuseppe Bertolucci, włoski reżyser
- Claude Chabrol, francuski reżyser
- Andreas Kilb, niemiecki krytyk filmowy
- Jennifer Jason Leigh, amerykańska aktorka
- Samira Makhmalbaf, irańska reżyserka

### Nagroda im. Luigiego De Laurentiisa
- Atom Egoyan, kanadyjski reżyser − przewodniczący jury
- Mimmo Calopresti, włoski reżyser
- Bill Krohn, amerykański krytyk filmowy
- Chiara Mastroianni, francuska aktorka
- Peter Mullan, brytyjski aktor i reżyser

## Selekcja oficjalna

### Otwarcie i zamknięcie festiwalu
|             | Tytuł             | Reżyseria      | Kraj produkcji    |
| ----------- | ----------------- | -------------- | ----------------- |
| Otwierający | Kosmiczni kowboje | Clint Eastwood | Stany Zjednoczone |
| Zamykający  | Vengo             | Tony Gatlif    | Hiszpania         |

### Konkurs główny
Następujące filmy zostały wyselekcjonowane do udziału w konkursie głównym o Złotego Lwa:
| Tytuł polski           | Tytuł oryginalny            | Reżyseria             | Kraj produkcji    |
| ---------------------- | --------------------------- | --------------------- | ----------------- |
| Zanim zapadnie noc     | Before Night Falls          | Julian Schnabel       | Stany Zjednoczone |
| Sto kroków             | I cento passi               | Marco Tullio Giordana | Włochy            |
| Komedia niewinności    | Comédie de l'innocence      | Raúl Ruiz             | Francja           |
| Krąg                   | دایره Dayereh               | Dżafar Panahi         | Iran              |
| Zęby                   | Denti                       | Gabriele Salvatores   | Włochy            |
| Dr T. i kobiety        | Dr. T & the Women           | Robert Altman         | Stany Zjednoczone |
| Fantom                 | O Fantasma                  | João Pedro Rodrigues  | Portugalia        |
| Bogini roku 1967       | The Goddess of 1967         | Clara Law             | Australia         |
| Wolność                | Laisvė                      | Šarūnas Bartas        | Litwa             |
| Mały Liam              | Liam                        | Stephen Frears        | Wielka Brytania   |
| Święty język           | La lingua del santo         | Carlo Mazzacurati     | Włochy            |
| Durian durian          | 榴槤飄飄 Liu lian piao piao | Fruit Chan            | Hongkong          |
| Człowiek, który płakał | The Man Who Cried           | Sally Potter          | Wielka Brytania   |
| Słowo i utopia         | Palavra e Utopia            | Manoel de Oliveira    | Portugalia        |
| Partyzant Johnny       | Il partigiano Johnny        | Guido Chiesa          | Włochy            |
| Selon Matthieu         | Selon Matthieu              | Xavier Beauvois       | Francja           |
| Wyspa                  | 섬 Seom                     | Kim Ki-duk            | Korea Południowa  |
| Zapaśnicy              | উত্তরা Uttara                 | Buddhadeb Dasgupta    | Indie             |
| Matka boska morderców  | La virgen de los sicarios   | Barbet Schroeder      | Kolumbia          |
| Peron                  | 站台 Zhantai                | Jia Zhangke           | Chiny             |

### Pokazy pozakonkursowe
Następujące filmy zostały wyświetlone na festiwalu w ramach pokazów pozakonkursowych i specjalnych:
| Tytuł polski           | Tytuł oryginalny             | Reżyseria       | Kraj produkcji    |
| ---------------------- | ---------------------------- | --------------- | ----------------- |
| Brother                | ブラザー Brother             | Takeshi Kitano  | Japonia           |
| Ulica 54               | Calle 54                     | Fernando Trueba | Hiszpania         |
| Cela                   | The Cell                     | Tarsem Singh    | Stany Zjednoczone |
| Księżniczka i wojownik | Der Krieger und die Kaiserin | Tom Tykwer      | Niemcy            |
| Gorzka czekolada       | Merci pour le chocolat       | Claude Chabrol  | Francja           |
| Spalona forsa          | Plata quemada                | Marcelo Piñeyro | Argentyna         |
| Markiz de Sade         | Sade                         | Benoît Jacquot  | Francja           |
| Konfrontacja           | 順流逆流 Shun liu ni liu     | Tsui Hark       | Hongkong          |
| Drobne cwaniaczki      | Small Time Crooks            | Woody Allen     | Stany Zjednoczone |
| Sud Side Stori         | Sud Side Stori               | Roberta Torre   | Włochy            |
| U-571                  | U-571                        | Jonathan Mostow | Stany Zjednoczone |
| Vengo                  | Vengo                        | Tony Gatlif     | Hiszpania         |
| Co kryje prawda        | What Lies Beneath            | Robert Zemeckis | Stany Zjednoczone |

### Sekcja "Cinema del Presente"
Następujące filmy zostały wyświetlone na festiwalu w ramach sekcji "Cinema del Presente":
| Tytuł polski                       | Tytuł oryginalny                   | Reżyseria                      | Kraj produkcji           |
| ---------------------------------- | ---------------------------------- | ------------------------------ | ------------------------ |
| Adanggaman                         | Adanggaman                         | Roger Gnoan M’Bala             | Wybrzeże Kości Słoniowej |
| Zwierzęta przechodzące przez drogę | Animali che attraversano la strada | Isabella Sandri                | Włochy                   |
| Clint Eastwood: Out of the Shadows | Clint Eastwood: Out of the Shadows | Bruce Ricker                   | Stany Zjednoczone        |
| Czekając na Mesjasza               | Esperando al mesías                | Daniel Burman                  | Argentyna                |
| Lato w Rzymie                      | Estate romana                      | Matteo Garrone                 | Włochy                   |
| Wszyscy są sławni                  | Iedereen beroemd!                  | Dominique Deruddere            | Belgia                   |
| Decyzja                            | Die innere Sicherheit              | Christian Petzold              | Niemcy                   |
| Ostatnie wyjście                   | Last Resort                        | Paweł Pawlikowski              | Wielka Brytania          |
| Memento                            | Memento                            | Christopher Nolan              | Stany Zjednoczone        |
| Moskwa                             | Москва Moskwa                      | Aleksandr Zeldowicz            | Rosja                    |
| Moje pokolenie                     | My Generation                      | Thomas Haneke i Barbara Kopple | Stany Zjednoczone        |
| Mały Otik                          | Otesánek                           | Jan Švankmajer                 | Czechy                   |
| Placido Rizzotto                   | Placido Rizzotto                   | Pasquale Scimeca               | Włochy                   |
| Pollock                            | Pollock                            | Ed Harris                      | Stany Zjednoczone        |
| Meandry świadomości                | Possible Worlds                    | Robert Lepage                  | Kanada                   |
| Mistrz przekrętu                   | The Prime Gig                      | Gregory Mosher                 | Stany Zjednoczone        |
| Samia                              | Samia                              | Philippe Faucon                | Francja                  |
| Suspicious River                   | Suspicious River                   | Lynne Stopkewich               | Kanada                   |
| Tylko razem                        | Tillsammans                        | Lukas Moodysson                | Szwecja                  |
| Zakochany Tomasz                   | Thomas est amoureux                | Pierre-Paul Renders            | Belgia                   |
| Miasto jest spokojne               | La ville est tranquille            | Robert Guédiguian              | Francja                  |

## Laureaci nagród

### Konkurs główny
Złoty Lew
- Krąg, reż. Dżafar Panahi

Grand Prix Jury
- Zanim zapadnie noc, reż. Julian Schnabel

Srebrny Lew dla najlepszego reżysera
- Buddhadeb Dasgupta − Zapaśnicy

Puchar Volpiego dla najlepszej aktorki
- Rose Byrne − Bogini roku 1967

Puchar Volpiego dla najlepszego aktora
- Javier Bardem − Zanim zapadnie noc

Nagroda za najlepszy scenariusz
- Claudio Fava, Marco Tullio Giordana i Monica Zapelli − Sto kroków

Nagroda im. Marcello Mastroianniego dla początkującego aktora lub aktorki
- Megan Burns − Mały Liam

### Wybrane pozostałe nagrody
Nagroda im. Luigiego De Laurentiisa za najlepszy debiut reżyserski
- Wina Woltera, reż. Abdellatif Kechiche

Srebrny Lew za najlepszy film krótkometrażowy w sekcji „Corto Cortissimo”
- A Telephone Call for Genevieve Snow, reż. Peter Long
  - Wyróżnienie Specjalne:  Sem Movimento, reż. Sandro Aguilar /  Trajets, reż. Faouzi Bensaïdi

Złoty Medal Przewodniczącego Senatu Włoch
- Matka boska morderców, reż. Barbet Schroeder

Nagroda FIPRESCI
- Najlepszy film:  Krąg, reż. Dżafar Panahi
- Najlepszy debiut reżyserski:  Zakochany Tomasz, reż. Pierre-Paul Renders

Nagroda im. Francesco Pasinettiego (SNGCI – Narodowego Stowarzyszenia Włoskich Krytyków Filmowych)
- Najlepszy włoski film:  Sto kroków, reż. Marco Tullio Giordana
- Najlepszy włoski aktor:  Antonio Albanese i Fabrizio Bentivoglio − Święty język
- Najlepsza włoska aktorka:  cała żeńska obsada filmu Krąg (koprodukcja)

Nagroda OCIC (Międzynarodowej Katolickiej Organizacji ds. Filmu i Sztuk Audiowizualnych)
- Mały Liam, reż. Stephen Frears
  - Wyróżnienie Specjalne:  Krąg, reż. Dżafar Panahi /  Zanim zapadnie noc, reż. Julian Schnabel

Nagroda UNICEF-u
- Krąg, reż. Dżafar Panahi

Nagroda UNESCO
- Dzień, w którym stałam się kobietą, reż. Marzieh Meshkini

Honorowy Złoty Lew za całokształt twórczości
- Clint Eastwood